# Röda fortet i Agra

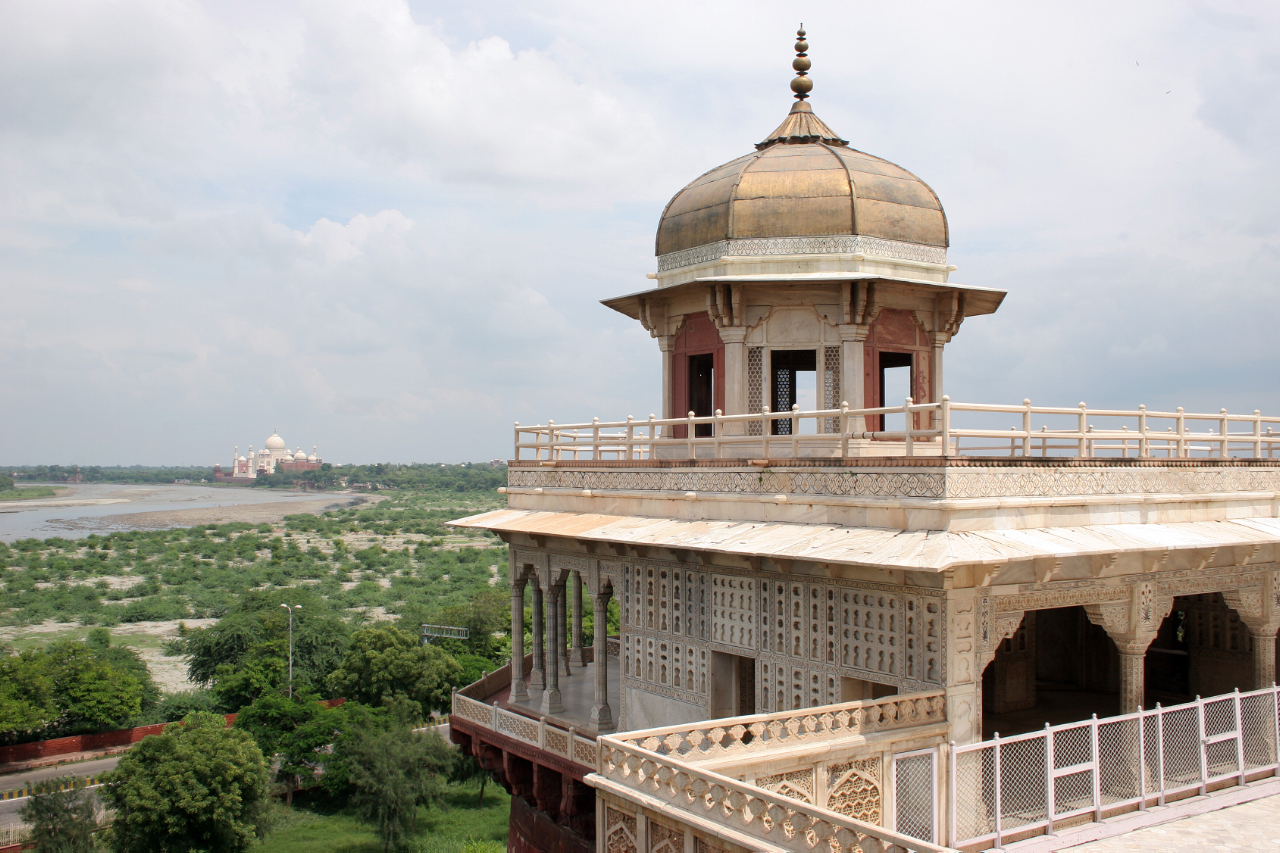
Musamman Burj, den del av Agra Fort där Shah Jahan skall ha suttit inspärrad med utsikt över sitt stora byggnadsverk Taj Mahal

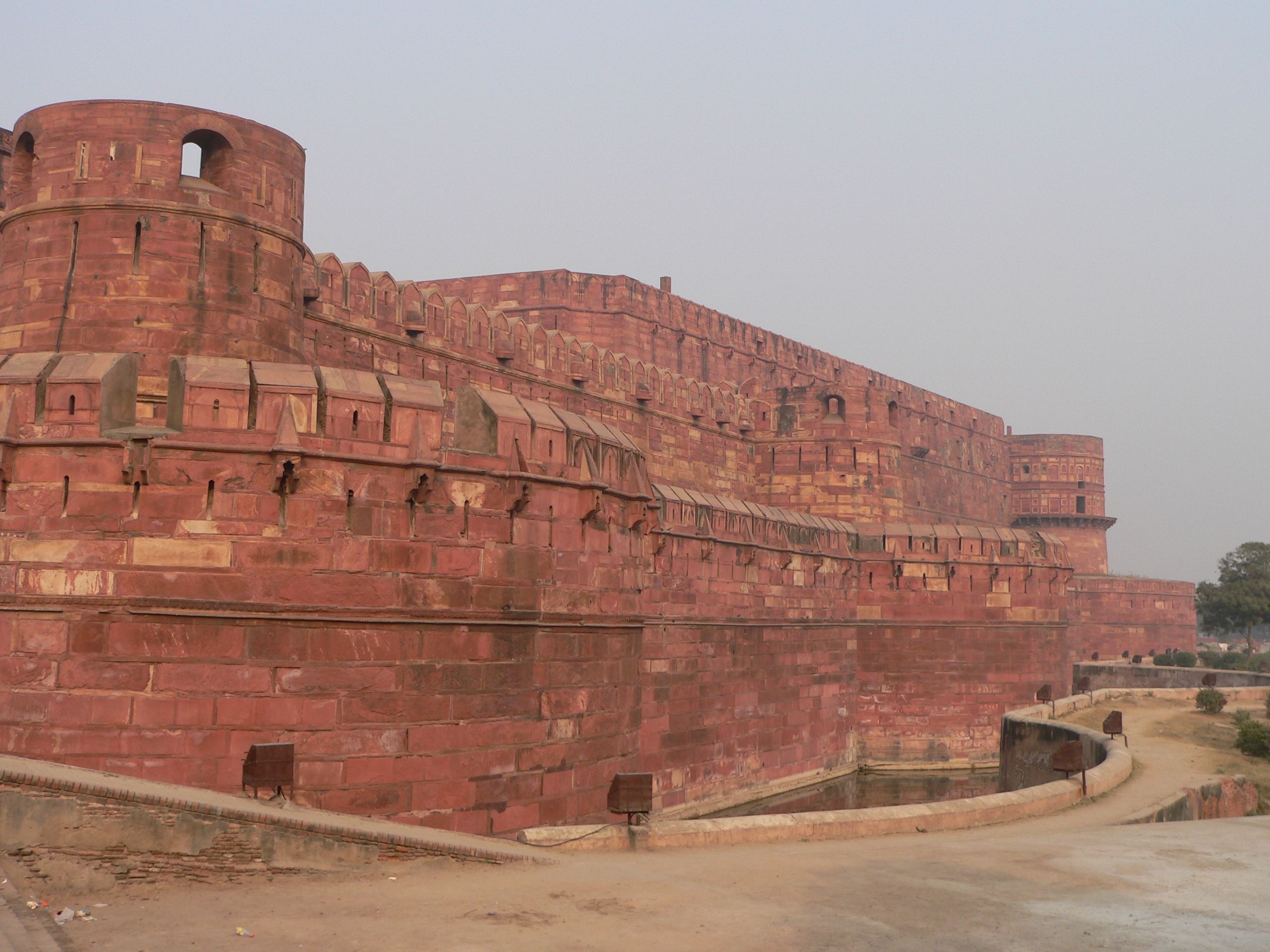
Agra Fort, sidovy

Agra Fort eller Röda Fortet (även Lal Qila) är ett fort och borg i Agra. Den är byggd i röd sandsten, i Agras gamla stad vid floden Yamuna i norra Indien. Fortet ligger bara 2,5 km nordväst om Taj Mahal.
Platsen upptogs på Unescos världsarvslista 1983.

## Historia
Fortet uppfördes ursprungligen ca år 1156. 1558 till 1573 återuppbyggdes fortet under Akbar den store när denne utsåg Agra till sin huvudstad. Bygget slutfördes 1605 under Shah Jahan. 1648 flyttades huvudstaden åter till Delhi och fortet förlorade i betydelse.
1658 blev Shah Jahan inspärrad här av sonen Aurangzeb när denne övertog makten i Mogulriket. 
Storbritannien erövrade fortet 1803 och under Sepoyupproret 1857 utkämpades ett betydande slag här.
Indiens premiärminister håller den 15 augusti varje år ett tal till nationen från Röda Fortet i samband med landets nationaldag.
I dag används delar av fortet av Indiens försvarsmakt.

## Byggnaden
Fortet är uppförd i en halvmåne som omsluts av en ca 2,5 km lång och ca 21 m hög mur med en vallgrav nedanför. Från början var det främst en militäranläggning men med tiden tillkom bostadskomplex och bazaarer, audienssalar till exempel Diwan-i-Khas (för enskilda audienser) och Diwan-i-Am (för offentliga audienser), palatsbyggnader till exempel Jahangir Mahal, Khas Mahal och Sheesh Mahal, moskéer till exempel Mina Masjid (Himmelska moskén), Moti Masjid (Pärlmoskén) och Nagina Masjid (Ädelstensmoskén) och den stora trädgården Anguri Bagh.
Muren hade flera portar med huvudportarna Delhi Gate och Lahore Gate (även Amar Singh Gate) där det sistnämnda är den enda ingången för besökare idag.